# 平㔟隆郎
平㔟 隆郎（ひらせ たかお、1954年〈昭和29年〉 - ）は、日本の中国史家。東京大学名誉教授。茨城県出身。

## 人物・来歴
東京大学文学部卒業。同大学大学院人文科学研究科修士課程修了。文学博士。鳥取大学助手・専任講師・助教授、九州大学助教授、東京大学助教授（東京大学東洋文化研究所）を経て、同大学教授（大学院情報学環・東洋文化研究所）。2020年定年退任、名誉教授。
主として古代史の分野について研究を進め、独自の説を提出している。『史記』に於ける同一人物の複数化・年代的な誤りなどを指摘し、独自に再建した編年を提出している。また『春秋』『春秋左氏伝』などの経書や『史記』『漢書』『日本書紀』などの史書に暗号が隠されていると主張している。

## その学説の特徴
平㔟の学説には、大きく分けて2つの特徴がある。

### 先秦編年の補正
- 『史記』は、立年称元（前君主が死去した年を新君主の元年とする制度）を踰年称元（前君主死去の翌年を新君主の元年とする制度）と誤解して編年し、そこから生じる「矛盾」を処理するため、元資料に恣意的な改竄を施している。
- 『史記』に含まれる年代矛盾は、記事全体の三分の一にも及んでおり、そのままで先秦史の研究をおこなうことはできない。
- 平㔟独自の解釈によって、これらの矛盾はすべて解決し、本来の編年を復元できたとする。

### 経伝の再解釈
- 上記の編年復元作業によって、踰年称元の制度は戦国中期の斉にはじまることが判明したとする。
- 踰年称元を採用する経典『春秋』は、したがって戦国中期の田斉国によって作成された。これは田斉の正統性を孔子が暗示した予言書だとして田斉自身によって偽作されたものであるとする。
- 田斉による『春秋』偽作に対抗して、韓国が『春秋左氏伝』を、中山国が『春秋穀梁伝』を偽作し、自国の正統性を主張したとする。
- 現在のところ、平㔟が考える経伝の諸国への配当(その経伝が正統を暗示している戦国国家)は、以下の通り。
  - 田斉……『論語』『春秋』『春秋公羊伝』『孟子』
  - 韓……『春秋左氏伝』
  - 中山……『春秋穀梁伝』
  - 魏……『竹書紀年』『尚書』
  - 燕……『周礼』『容成子』
  - 楚……『荀子』

## 著作
- 『謎の石造建築岡益石堂』（たたら書房，1987年）
- 『新編史記東周年表』（東京大学出版会，1995年）
- 『左傳の史料批判的研究』（汲古書院，1996年）東京大学東洋文化研究所報告
- 『中国古代紀年の研究』天文と暦の検討から』（汲古書院，1998年）東京大学東洋文化研究所研究報告
- 『『史記』二二〇〇年の虚実：年代矛盾の謎と隠された正統観』（講談社，2000年）
  - 『史記の「正統」 』（講談社学術文庫，2007年）
- 『中国古代の予言書』（講談社現代新書，2000年）
- 『よみがえる文字と呪術の帝国』（中公新書，2001年）
- 『『春秋』と『左伝』』（中央公論新社，2003年）
- 『亀の碑と正統』（白帝社アジア史選書，2004年）
- 『都市国家から中華へ 中国の歴史02』（講談社，2005年／講談社学術文庫, 2020年）
- 『「八紘」とは何か』（汲古書院, 2012年）。東京大学東洋文化研究所報告
- 『「仁」の原義と古代の數理 二十四史の「仁」評價「天理」觀を基礎として』（雄山閣, 2016年）。東京大學東洋文化研究所報告

### 編者代表・共著
- 『春秋晋国『侯馬盟書』字体通覧』東京大学東洋文化研究所 附属東洋学文献センター刊行委員会，1988年
- 『世界の歴史2　中華文明の誕生』尾形勇共著、中央公論社，1998年、中公文庫、2009年
- 『中国の歴史 東アジアの周縁から考える 世界に出会う各国=地域史』濱下武志共編、有斐閣アルマ、2015年

## 評価

### 平㔟説に賛成する研究者
- 尾形勇
  - 平㔟と共著した概説書『中華文明の誕生』にて平㔟の提示した年代を使用している[1]。
- 原宗子
  - 『新編 史記東周年表』『中国古代紀年の研究』の書評の中で両書を『「瑚璉[注 2]」にも譬えられるべき至宝ではないか、と思われるのである。」と賞賛している[2]。
- 小寺敦[3]
- 佐竹靖彦
  - 「平㔟氏の研究が発表されて以来、筆者は先秦時期の暦については、すべて平㔟氏の見解に従って研究を進めている。」[4]

### 平㔟説に反対する研究者
- 吉本道雅[5]
  - 平㔟が復元したと称する編年それ自体に矛盾が含まれていると指摘。
  - 原資料の恣意的な改竄を想定する平㔟の方法を、研究上の禁忌に属すものと批判。
- 水野卓
  - 平㔟の指摘する「微言構造」の中に、原資料中に存在しないものがあると指摘[6]。
- 浅野裕一[7]
  - 平㔟説が、郭店楚簡などの新出土資料に合わないと指摘。
  - 誰にも理解できない「微言」は、王権正当化抗争の手段たり得ないと批判。
- 相原健右
  - 平㔟の用いる資料のうちに、近世の偽書が含まれていると指摘[8]。
- 井上了
  - 平㔟の指摘する「微言構造」の多くが、互いに矛盾していると指摘[9]。
- 小沢賢二[10]
  - 平㔟が復元した暦には計算ミスがあり、中国暦の法則にも合わないと指摘。
  - 『竹書紀年』に対する平㔟説を、自説を盗用したものだと批判。
- 落合淳思
  - 過去2300年間に『春秋』や三伝を平㔟のように解釈したりする人間はおらず、誰一人そのように解釈しなかったとする浅野裕一の批判を支持[11]。
- 張培瑜[12]
  - 平㔟は張に倣って前三六六年一月立春の甲寅日が暦元となる暦法の存在を主張しているが、すでに張はこれを誤りと認めて撤回したと指摘。
  - 『春秋』が田斉によって作成されたことなど、天文暦法からみてまったく根拠がないものだと批判。
- 渡邊英幸[13]
  - 岡村秀典（京都大学・考古学）の編年では、春秋時代後期と比定された秦墓から越王者於賜戈の銘文がある銅戈が出土したことになっているが、平㔟の編年ではこの銅戈の繁年が前三七六年となっていると指摘。
  - 平㔟が『穀梁伝』は鮮虞を中心とする領域のみを中国とし、その外側を夷狄と見なしていることに無理な解釈であるとして批判。
- 野間文史[14]
  - 平㔟が唱える微言構造を批判した水野卓と井上了の批判を支持。
  - 戦国時代の王権は相互に称王を承認しあう性格を持っていたとする浅野裕一の批判を支持。